# Капотонди, Кристиана
Кристиа́на Капото́нди (итал. Cristiana Capotondi; 13 сентября 1980, Рим, Италия) — итальянская актриса.
Заняла 84-е место в рейтинге «100 самых красивых лиц 2009-го».

## Карьера
Снимается в кино с 1993 года. Сыграла главную женскую роль в итальянском телевизионном фильме «Ребекка».

## Избранная фильмография
| Год       |     | Русское название           | Оригинальное название         | Роль                               |
| --------- | --- | -------------------------- | ----------------------------- | ---------------------------------- |
| 1994      | с   | Итальянский ресторан       | Italian Restaurant            | Angie                              |
| 2004      | ф   | Любовь на Рождество        | Christmas in Love             | Моника                             |
| 2004—2006 | с   | Гордость                   | Orgoglio                      | Аурора                             |
| 2007      | ф   | Вице-короли                | I vicerè                      | Тереза                             |
| 2008      | тф  | Ребекка                    | Rebecca, la prima moglie      | Дженнифер, вторая миссис де Винтер |
| 2009      | тф  | Императрица Сиси           | Sisi                          | Елизавета Баварская                |
| 2010      | ф   | Тогда в жизни              | Dalla vita in poi             | Катя                               |
| 2011      | кор | Целое семейство            | The Wholly Family             | мать                               |
| 2011      | ф   | Берегись! Криптонит!       | La kryptonite nella borsa     | Титина                             |
| 2012      | с   | Мерлин                     | Merlin                        | Гвиневра                           |
| 2012      | ф   | Варавва                    | Barabbas                      | Эстер                              |
| 2013      | ф   | Мафия убивает только летом | La mafia uccide solo d'estate | Флора                              |